# Denis Auroux
Denis Auroux (Lyon, abril de 1977) es un matemático francés especializado en geometría y topología.

## Biografía
Fue admitido en 1993 en la Escuela Normal Superior. En 1994, obtuvo una licenciatura en matemáticas por la Universidad de París Diderot. Un año más tarde recibió una licenciatura en física por la Universidad Pierre y Marie Curie y aprobó el Concurso francés de agregación. En 1995, obtuvo una maestría en matemáticas por la Universidad de París-Sur con una tesis sobre invariantes de Seiberg-Witten de variedades simplécticas. En 1999, recibió su doctorado en la École polytechnique con los supervisores Jean-Pierre Bourguignon y Mijaíl Grómov por una tesis sobre teoremas de estructura para variedades simplécticas compactas mediante técnicas casi complejas. En 2003, completó su habilitación en la Universidad de París-Sur con una tesis sobre técnicas aproximadamente holomorfas e invariantes de monodromía en topología simpléctica.
Como posdoctorado, fue instructor CLE Moore en el Instituto de Tecnología de Massachusetts de 1999 a 2002, donde se convirtió en profesor asistente en 2002, profesor asociado en 2004 (titular en 2006) y profesor en 2009 (con licencia de 2009 a 2011). De 2009 a 2018 fue profesor en la Universidad de California en Berkeley. Desde el otoño de 2018, ha estado en la Universidad de Harvard, donde enseñó Matemáticas 55, un curso universitario con honores de dos semestres sobre álgebra y análisis.
Su investigación se ocupa de la geometría simpléctica, la topología de baja dimensión y la simetría especular.
En 2002 recibió el Premio Peccot del Collège de France. En 2005, recibió una beca de investigación Sloan. Fue orador invitado en 2010 con la charla Categorías Fukaya y Homología bordeada de Heegaard-Floer en el Congreso Internacional de Matemáticos celebrado en Hyderabad y en 2004 en el Congreso Europeo de Matemáticos celebrado en Estocolmo.

## Publicaciones seleccionadas
- Auroux, Denis (2000). «Symplectic 4-manifolds as branched coverings of {\displaystyle \mathbb {CP} }2». Inventiones Mathematicae 139 (3): 551-602. Bibcode:2000InMat.139..551A. doi:10.1007/s002220050019.
- Auroux, Denis; Katzarkov, Ludmil (2000). «Branched coverings of {\displaystyle \mathbb {CP} }2 and invariants of symplectic 4-manifolds». Inventiones Mathematicae 142 (3): 631-673. Bibcode:2000InMat.142..631A. doi:10.1007/PL00005795.
- Auroux, Denis; Donaldson, Simon K.; Katzarkov, Ludmil (2005). «Singular Lefschetz pencils». Geometry & Topology 9 (2): 1043-1114. arXiv:math/0410332. doi:10.2140/gt.2005.9.1043.
- Auroux, Denis; Katzarkov, Ludmil; Orlov, Dmitri (2006). «Mirror symmetry for del Pezzo surfaces: Vanishing cycles and coherent sheaves». Inventiones Mathematicae 166 (3): 537-582. Bibcode:2006InMat.166..537A. arXiv:math/0506166. doi:10.1007/s00222-006-0003-4.
- Auroux, Denis; Katzarkov, Ludmil; Orlov, Dmitri (2008). «Mirror Symmetry for Weighted Projective Planes and Their Noncommutative Deformations». Annals of Mathematics 167 (3): 867-943. arXiv:math/0404281. doi:10.4007/annals.2008.167.867.
- Auroux, Denis; Smith, Ivan (2008). «Lefschetz pencils, branched covers and symplectic invariants». Symplectic 4-manifolds and algebraic surfaces (Cetraro, 2003). Lecture Notes in Mathematics 1938. Springer. pp. 1-53.
- Auroux, Denis (2009). «Special Lagrangian fibrations, wall-crossing, and mirror symmetry». Surveys in Differential Geometry 13: 1-47. arXiv:0902.1595. doi:10.4310/SDG.2008.v13.n1.a1.
- Abouzaid, Mohammed; Auroux, Denis; Efimov, Alexander I.; Katzarkov, Ludmil; Orlov, Dmitri (2013). «Homological mirror symmetry for punctured spheres». Journal of the American Mathematical Society 26 (4): 1051-1083. arXiv:1103.4322. doi:10.1090/S0894-0347-2013-00770-5.